# Gunagriha

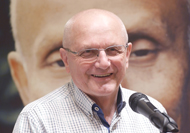
Gunagriha, Srí Csinmoj tanítványa

Gunagriha (dr. Fülöp Sándor) (Erdély, 1949. július 8. –) Srí Csinmoj spirituális mester tanítványa, a magyarországi Sri Chinmoy Alapítvány megalapítója. Könyvei és előadásai révén vált ismertté. Előadásaiban mestere tanítását közvetíti. 

## Életpályája
1949-ben született Erdélyben, a kommunista Romániában, ahonnan erős szabadságvágya 1979-ben Bécsbe vezette, ahol fogorvosi praxist épített ki. 1987-ben belső erőt keresve talált rá egy bécsi könyvesboltban Sri Chinmoy Meditáció című könyvére. A könyv hatására elkezdte gyakorolni a meditációt, és az első meditációjában átélt élménye az életét 180 fokban átformálta. Erről az élményéről először életrajzi könyvében, A harmadik kívánságban ír. Még ugyanabban az évben az élmény hatására megkérte Sri Chinmoy-t, hogy fogadja tanítványának.
Bécsi fogorvosi munkája mellett 1990-ben kezdett Magyarországon előadásokat tartani a meditációról és mestere tanításáról.
Gunagriha később megalapította a Sri Chinmoy Alapítványt, amelynek célja Sri Chinmoy spirituális mester filozófiájának terjesztése, illetve megvalósítása. Ez a filozófia a keleti belső békét a nyugati külső dinamikával összekovácsolva egy új spirituális életmód létrehozását mondja ki.
Gunagrihának Magyarországon eddig 7 könyve jelent meg, melyekben mestere tanítását közvetíti egyszerű, gyakorlatias módon. 
Sri Chinmoy távozását (2007. okt. 11.) követően Gunagriha sok díjtalan előadást tartott Magyarországon és külföldön is, inspirálva az embereket egy harmonikus, egészséges és környezetkímélő életmód elfogadására. Megalapította a Belső Iskolát, mely lehetőséget nyújt spirituális keresőknek kipróbálni és mélyebben megismerni Sri Chinmoy modern szellemi jóga útját. Később létrehozta a Hála Klubok hálózatát, melybe bárki bekapcsolódhat a saját városában, és együtt törekedhet másokkal egy pozitívabb életszemlélet és magatartásforma közösségi szinten történő megvalósításában. Elindította a Lélek Napja Fesztiválok nevet viselő egész napos programot, mely megtapasztalhatóvá és átélhetővé teszi a belső békét és örömöt a látogatók számára. 
Gunagriha népszerű előadásairól sok felvétel készült, melyek Youtube csatornáján megtekinthetők, illetve Facebook oldalán sok díjtalan programmal találkozhatnak az érdeklődők.

## Művei
- A harmadik kívánság (1999)
- Sorsnavigátor. Gyakorlati spiritualitás; Madal Bal Kft., Bp., 2009
- Sorsnavigátor. A tudatos sorsalakítás kézikönyve. Gyakorlati spiritualitás; 2. átszerk. kiad; Madal Bal, Bp., 2010
- Sorsnavigátor. Héthetesek. Sri Chinmoy belső iskola. Gyakorlati spiritualitás; Madal Bal Kft., Bp., 2010
- Mesterem, otthonom (2010)
- Nem Titok (2015)
- Sorsnavigátor 2 – siker és boldogság a munkahelyen (2016)
- Szívnap. Sri Chinmoy belső iskola. Gyakorlati spiritualitás; Discovery Bliss, Csömör, 2017
- Sorsnavigátor. Héthetesek. Sri Chinmoy belső iskola. Gyakorlati spiritualitás; 3. jav. kiad.; Discovery Bliss, Csömör, 2018
- Tanuljunk Istenül. Kivonat a könyvből; Discovery Bliss, Csömör, 2018
- Tanuljunk Istenül. Gunagriha előadás jegyzetek; Discovery Bliss, Csömör, 2018
- Mesterem, otthonom; bőv. kiad.; Discovery Bliss, Csömör, 2019